# 5 lipca
5 lipca jest 186. (w latach przestępnych 187.) dniem w kalendarzu gregoriańskim. Do końca roku pozostaje 179 dni.

## Święta
- Imieniny obchodzą: Antoni, Atanazy, Cyryla, Eliasz, Filomena, Jakub, Maria, Marta, Michał, Przybywoj, Telimena, Trofima, Wilhelm i Zoe.
- Polska, Szczecin – Dzień Ustanowienia Administracji Polskiej w Szczecinie[1] (od 1945) i Dzień Pionierów Miasta Szczecina (od 2013)[2]
- Algieria, Republika Zielonego Przylądka, Wenezuela – Święto Niepodległości
- Armenia – Święto Konstytucji
- Czechy i Słowacja – Dzień słowiańskich misjonarzy Cyryla i Metodego
- Wyspa Man – Dzień Tynwaldu
- Zambia – Dzień Jedności
- Wspomnienia i święta w Kościele katolickim[3][4] obchodzą:
  - św. Antoni Maria Zaccaria założyciel Barnabitów
  - św. Atanazy z Athosu (opat) (również 6 lipca)
  - św. Godolewa (męczennica)
  - św. Maria Goretti (dziewica i męczennica)
  - św. Zoe z Rzymu (dziewica i męczennica)

## Wydarzenia w Polsce
- 1330 – Wojna polsko-krzyżacka: wojska zakonne po ośmiodniowym oblężeniu zdobyły gród biskupi w Raciążku, gdzie przechowywano w nim m.in. skarbiec katedry włocławskiej.
- 1486 – Papież Innocenty VIII wydał bullę krucjatową dzięki której król Polski mógł zachować ¾ dochodów z odpustów na walkę z niewiernymi.
- 1600 – Wydano akt fundacyjny Akademii Zamojskiej.
- 1607 – Rokosz Zebrzydowskiego: wojska królewskie rozbiły buntowników w bitwie pod Guzowem.
- 1634 – Papież Urban VIII wydał bullę zatwierdzającą fundację ustanowionego przez króla Władysława IV Wazę Orderu Niepokalanego Poczęcia Najświętszej Marii Panny, który miał być pierwszym polskim nowożytnym odznaczeniem, lecz został zlikwidowany w 1638 roku, nie doczekawszy się żadnego odznaczonego.
- 1665 – W katedrze warszawskiej odbył się oficjalny ślub (po tajnym zawartym 14 maja) przyszłej pary królewskiej Jana Sobieskiego i Marii Kazimiery d’Arquien.
- 1809 – Wojna polsko-austriacka: rozpoczęła się polska ofensywa z rejonu Radomia na południe.
- 1844 – Powstanie tkaczy śląskich: w Bielawie 3 tys. tkaczy wdarło się na teren zakładów Christiana Gotloba Dieriga oraz do jego domu. W wyniku interwencji wojska zginęło 11 osób, a 24 zostały ranne.
- 1845 – W Pszczynie ukazało się pierwsze wydanie „Tygodnika Polskiego”.
- 1848 – W Cieszynie ukazało się pierwsze wydanie czasopisma „Nowiny dla ludu wiejskiego”.
- 1862 – Ukazał się pierwszy numer "Ruchu", organu prasowego stronnictwa Czerwonych.
- 1865 – W Warszawie ukazało się pierwsze wydanie tygodnika „Kłosy”.
- 1900 – Rozpoczęło działalność obserwatorium meteorologiczne na Śnieżce.
- 1906 – Powstał Komitet Organizacyjny polskiej męskiej szkoły średniej w Łodzi pod przewodnictwem Ludwika Frankowskiego.
- 1909:
  - We Włodawie odsłonięto pomnik Tadeusza Kościuszki.
  - Założono klub piłkarski JKS 1909 Jarosław.
- 1920 – Wojna polsko-bolszewicka: stoczono bitwę pod Głębokiem.
- 1921 – Zakończyło się III powstanie śląskie.
- 1927 – We Wrocławiu założono ogólnoniemieckie Towarzystwo Podróży Kosmicznych.
- 1931 – Na lotnisku w Gliwicach zacumował sterowiec „Graf Zeppelin”.
- 1937 – Bolesław Napierała wygrał IV Tour de Pologne.
- 1940:
  - W lesie w Sitnie koło Radzynia Podlaskiego Niemcy rozstrzelali nauczyciela i harcmistrza Michała Lisowskiego i 15 harcerzy ze zorganizowanej przez niego grupy konspiracyjnej.
  - W nocy z 5 na 6 lipca na wzgórzu Gruszka pod Tarnawą Dolną Niemcy rozstrzelali 112 polskich więźniów politycznych z Sanoka.
- 1943 – Utworzono komórkę Komendy Głównej AK – Kierownictwo Walki Podziemnej.
- 1945:
  - Szczecin został przekazany oficjalnie administracji polskiej (z wyjątkiem drogi wodnej na Odrze, portu i dzielnic północnych).
  - USA i Wielka Brytania uznały Tymczasowy Rząd Jedności Narodowej.
- 1946 – Wydano dekret o utworzeniu Głównego Urzędu Kontroli Prasy, Publikacji i Widowisk.
- 1953 – Rozbito oddział Wacława Grabowskiego ps. „Puszczyk”, ostatniej formacji NZW działającej na Mazowszu Północnym.
- 1978 – W wyniku wybuchu metanu w KWK „Staszic” w Katowicach zginęło 4 górników, a 13 zostało rannych.
- 1990 – Weszła w życie ustawa Prawo o zgromadzeniach.
- 1993 – Weszła w życie ustawa wprowadzająca podatek od wartości dodanej (VAT).
- 2014 – W katastrofie lotniczej w Topolowie pod Częstochową zginęło 11 osób, a 1 została ranna.

## Wydarzenia na świecie

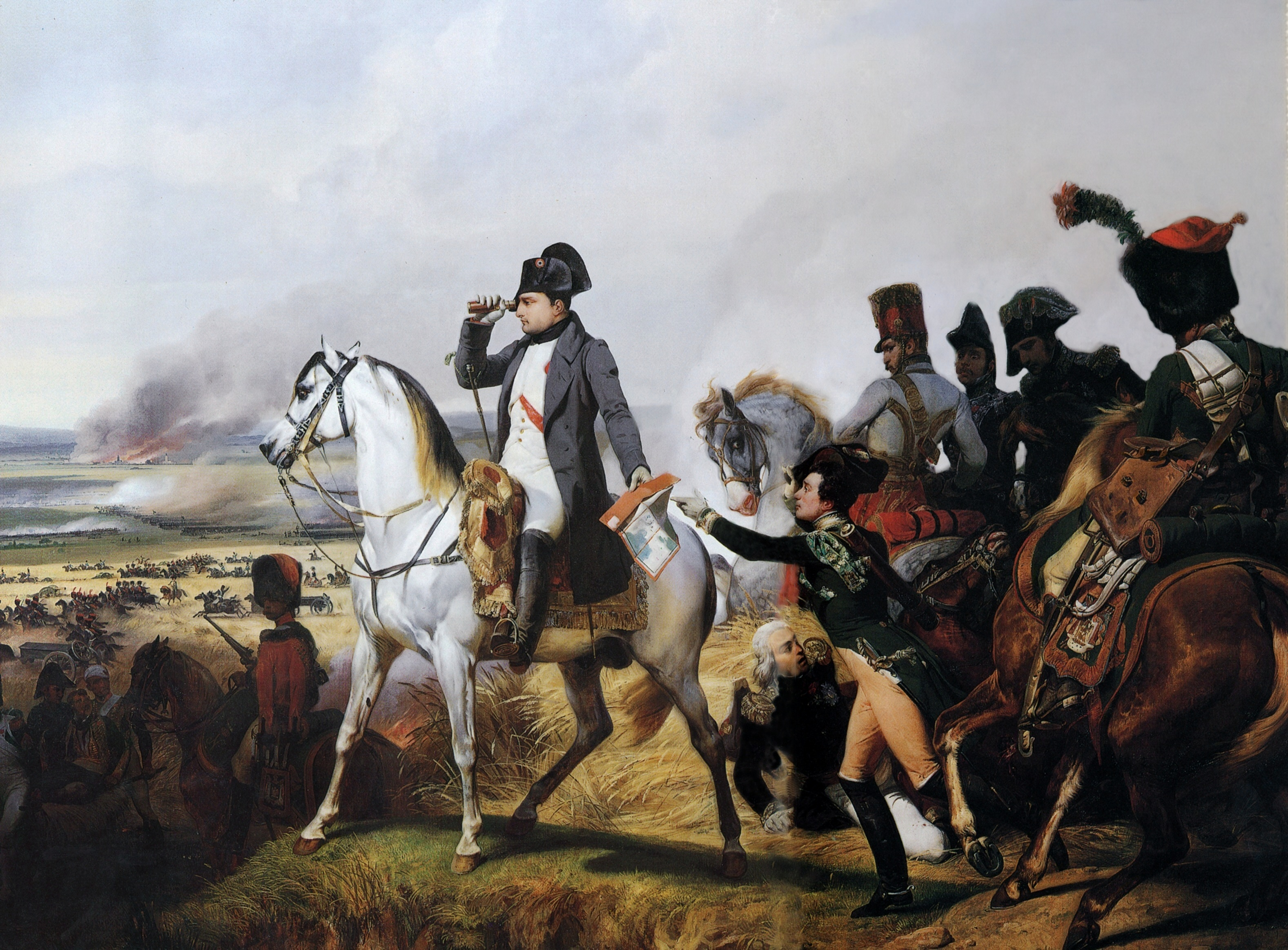
Napoleon pod Wagram – obraz Horace Verneta

- 83 p.n.e. – Spłonęła doszczętnie świątynia Jowisza na Kapitolu w Rzymie.
- 518 – Justyn I został cesarzem bizantyńskim.
- 649 – Marcin I został papieżem.
- 767 – Dokonano wyboru antypapieża Konstantyna.
- 907 – Węgrzy pokonali wojska bawarskie w bitwie pod Bratysławą.
- 1044 – Zwycięstwo wojsk niemieckich nad węgierskimi w bitwie pod Ménfő.
- 1294 – Piotr z Morrone został wybrany na papieża i przybrał imię Celestyn V.
- 1336 – Japońskie wojska cesarskie pokonały rebeliantów w bitwie nad rzeką Minato.
- 1560 – W Edynburgu został zawarty traktat między komisarzami królowej Anglii Elżbiety I Tudor z przyzwoleniem szkockich lordów Kongregacji oraz wysłannikami Francji w Szkocji w celu formalnego zakończenia oblężenia Leith i zastąpienia przymierza Szkocji z Francją (Auld Alliance) nową umową Anglii ze Szkocją. Utrzymano przy tym pokój między Anglią i Francją uzgodniony na mocy traktatu z Cateau-Cambresis.
- 1601 – Wojna osiemdziesięcioletnia: wojska hiszpańskie rozpoczęły oblężenie Ostendy.
- 1610 – 40 kolonistów wypłynęło z Bristolu w Anglii w rejs na Nową Fundlandię.
- 1626 – Na zamku Lietava utworzono Komposesorat Orawski – współwłasność ziemską istniejącą w latach 1626–1946, będącą największa i najbardziej znaczącą taką posiadłością na obszarze współczesnej Słowacji.
- 1641 – Angielski Długi Parlament przyjął ustawy znoszące Sąd Izby Gwiaździstej i odpowiednie sądy rejonowe oraz Sąd Wysokiej Komisji.
- 1643 – Angielska wojna domowa: pyrrusowe zwycięstwo Rojalistów w bitwie pod Lansdowne.
- 1682 – W obecności regentki Zofii Romanowej na Kremlu odbyła się debata o prawdach wiary pomiędzy patriarchą moskiewskim Joachimem i innymi hierarchami a przedstawicielem staroobrzędowców Nikitą Pustoswiatem.
- 1687 – Isaac Newton opublikował dzieło Philosophiae naturalis principia mathematica, w którym opisał odkryte przez siebie zasady dynamiki oraz prawo powszechnego ciążenia
- 1770 – V wojna rosyjsko-turecka: rozpoczęła się bitwa morska pod Czesmą.
- 1778 – Wojska pruskie przekroczyły granicę Czech rozpoczynając tym prusko-austriacką wojnę o sukcesję bawarską.
- 1792 – Franciszek II Habsburg został wybrany na cesarza rzymsko-niemieckiego.
- 1793 – Powstanie w Wandei: klęska wojsk republikańskich w bitwie pod Châtillon.
- 1799 – Wojska napoleońskie zdobyły po 5 dniach oblężenia Maceratę w środkowych Włoszech, profanując następnie kościoły, grabiąc i mordując 360 osób.
- 1809 – V koalicja antyfrancuska: rozpoczęła się bitwa pod Wagram.
- 1811 – Kongres zwołany z inicjatywy Simóna Bolívara proklamował w Caracas pełną niepodległość Wenezueli.
- 1814 – Wojna brytyjsko-amerykańska: zwycięstwo wojsk amerykańskich w bitwie pod Chippawa.
- 1830 – Wojska francuskie zdobyły Algier.
- 1833 – Wojna domowa w Portugalii: eskadra brytyjsko-portugalska pod dowództwem gen. Charesa Napiera, po wysadzeniu posiłków dla wojsk walczących po stronie prawowitej królowej Marii II, zaatakowała i pokonała w bitwie przy Przylądku Św. Wincentego dwukrotnie silniejszą eskadrę uzurpatora do tronu portugalskiego Michała I.
- 1854 – W wyniku pożaru muzeum w Filadelfii uległ zniszczeniu tzw. Mechaniczny Turek, będący XVIII-wieczną mistyfikacją autorstwa Austriaka Wolfganga von Kempelena. Rzekomo genialna maszyna rozgrywała po mistrzowsku partie szachów, w rzeczywistości ruchami jej figur sterował dzięki magnesom ukryty wewnątrz utalentowany szachista.
- 1859 – Odkryto atol Midway na Pacyfiku.
- 1861 – Wojna secesyjna: zwycięstwo Konfederatów w bitwie pod Carthage.
- 1865:
  - Utworzono Tajną Służbę Stanów Zjednoczonych.
  - W Anglii wprowadzono pierwsze na świecie ograniczenie prędkości.
- 1883 – We włoskiej Padwie wyjechał na trasę pierwszy tramwaj konny.
- 1884 – Kamerun został kolonią niemiecką.
- 1890:
  - Antonio Cánovas del Castillo został po raz piąty premierem Hiszpanii.
  - Siaosi Tukuʻaho został premierem Tonga.
- 1896 – W szwajcarskim Sankt Moritz uruchomiono komunikację tramwajową.
- 1900 – Londyński klub piłkarski Thames Ironworks F.C. został przekształcony w West Ham United F.C.
- 1902:
  - Broniąca swego dziewictwa 11-letnia Włoszka Maria Goretti została ugodzona 14 razy nożem przez sąsiada Alessandro Serenelliego, wskutek czego zmarła następnego dnia w szpitalu w Nettuno. W 1950 roku została kanonizowana przez papieża Piusa XII.
  - Erik Gustaf Boström został po raz drugi premierem Szwecji.
- 1905:
  - Alfred Deakin został premierem Australii.
  - W porcie Bizerta zatonął francuski okręt podwodny „Farfadet”, w wyniku czego zginęło 14 członków załogi.
- 1910 – Klaus Berntsen został premierem Danii.
- 1911 – Liberato Marcial Rojas został prezydentem Paragwaju.
- 1912 – Założono miasto Añatuya w północnej Argentynie.
- 1914 – Koło Canterbury na nowozelandzkiej Wyspie Południowej znaleziono ostatnią (martwą) sowicę białolicą, endemitu z rodziny puszczykowatych.
- 1917:
  - I wojna światowa: utworzono Amerykański Korpus Ekspedycyjny pod dowództwem gen. Johna Pershinga.
  - Rosyjska Akademia Nauk zatwierdziła reformę rosyjskiego alfabetu, która weszła w życie w roku następnym.
  - W Amsterdamie wojsko otworzyło ogień do demonstrujących od tygodnia z powodu braków żywności mieszkańców, zabijając 9 osób i raniąc 114 osób.
- 1918 – 87 osób zginęło w katastrofie statku wycieczkowego „Columbia” na rzece Illinois.
- 1920 – Rozpoczęła się konferencja w Spa.
- 1922 – Irlandzka wojna domowa: klęską IRA zakończyła się bitwa o Dublin.
- 1927 – Irlandka Mary Bailey ustanowiła na maszynie de Havilland DH.60 Moth rekord wysokości w kategorii samolotów lekkich (5268 m).
- 1929 – Założono amerykańską spółkę produkującą samoloty Curtiss-Wright Corporation.
- 1932 – António de Oliveira Salazar został premierem Portugalii.
- 1933:
  - George Mitchell został premierem Rodezji.
  - Rozwiązała się Niemiecka Partia Centrum.
- 1937:
  - W miejscowościach Midale i Yellow Grass w prowincji Saskatchewan odnotowano najwyższą temperaturę w historii Kanady (+45 °C).
  - Założono klub piłkarski USM Algier.
- 1940:
  - Drobnicowiec „Stalowa Wola” dowodzony przez kapitana Jana Strzembosza wydostał się brawurowo z będącego pod kontrolą francuskiego rządu Vichy portu w Dakarze i popłynął do Wielkiej Brytanii.
  - Wielka Brytania i rząd Vichy zerwały stosunki dyplomatyczne.
  - Zarekwirowany przez brytyjską Admiralicję transatlantyk „Batory” wypłynął ze szkockiego portu Greenock do Halifax w Kanadzie z ładunkiem brytyjskiego złota, papierów wartościowych oraz 36 skrzyniami z wawelskimi arrasami i innymi precjozami ewakuowanymi z Polski.
- 1941:
  - Bitwa o Atlantyk: włoski okręt podwodny „Michele Bianchi” został zatopiony u wybrzeża francuskiego przez brytyjską jednostkę tej samej klasy „Tigris”(inne języki), w wyniku czego zginęła cała, 53-osobowa załoga.
  - Rozpoczęła się bitwa pod Ad-Damur w Libanie między wojskami australijskimi i Francji Vichy.
  - W Londynie doszło do pierwszego spotkania premiera RP na uchodźstwie gen. Władysława Sikorskiego z radzieckim ambasadorem w Wielkiej Brytanii Iwanem Majskim. Negocjacje prowadzone za brytyjskim pośrednictwem doprowadziły do podpisania 30 lipca tzw. układu Sikorski-Majski.
- 1942:
  - Bitwa o Atlantyk: w Zatoce Biskajskiej brytyjski bombowiec Vickers Wellington zatopił bombami głębinowymi niemiecki okręt podwodny U-502 wraz z całą, 52-osobową załogą.
  - Wojna na Pacyfiku: japoński niszczyciel „Arare” został zatopiony przez amerykański okręt podwodny USS „Growler”, w wyniku czego zginęło 104 spośród 144 członków załogi.
- 1943:
  - Front wschodni: rozpoczęła się bitwa na łuku kurskim.
  - Wojna na Pacyfiku: rozpoczęła się bitwa w zatoce Kula.
- 1944 – Syn polskich emigrantów Francis Gabreski, najlepszy amerykański as myśliwski w czasie II wojny światowej w Europie, zestrzelił swój rekordowy (28.) niemiecki samolot.
- 1946 – W Paryżu pierwszy raz zaprezentowano publicznie kostium bikini.
- 1949 – W San Francisco rozpoczął się proces Amerykanki japońskiego pochodzenia Ivy Toguri, która w czasie wojny prowadziła audycje propagandowe w języku angielskim w japońskiej publicznej rozgłośni radiowej NHK.
- 1950:
  - Izraelski Kneset przyjął ustawę o prawie do powrotu.
  - Wojna koreańska: miało miejsce pierwsze starcie wojsk amerykańskich i północnokoreańskich.
- 1952 – Założono miasto Anthony w Teksasie.
- 1956 – W Rzymie odbyła się 1. ceremonia wręczenia włoskich nagród filmowych David di Donatello.
- 1958:
  - Amerykańska wyprawa dokonała pierwszego wejścia na ośmiotysięcznik Gaszerbrum I w Karakorum.
  - Dokonano oblotu brytyjskiego śmigłowca transportowego Bristol Belvedere.
- 1959:
  - Prezydent Indonezji Sukarno przywrócił konstytucję z roku 1945, rozwiązał parlament i skupił całą władzę w swoich rękach.
  - Uruchomiono komunikację trolejbusową w rumuńskiej Konstancy.
- 1960 – Wybuchła wojna domowa w Republice Konga (obecnie Demokratyczna Republika Konga).
- 1961 – Prezydent USA John F. Kennedy sformułował w orędziu skierowanym do Konferencji Sojuszu dla Postępu w urugwajskim Punta del Este swoją doktrynę zmieniającą amerykańską politykę zagraniczną w stosunku do państw Ameryki Łacińskiej.
- 1962 – Algieria uzyskała niepodległość (od Francji).
- 1964 – Gustavo Díaz Ordaz wygrał wybory prezydenckie w Meksyku.
- 1965 – W Royal Opera House w Londynie odbył się ostatni występ greckiej śpiewaczki Marii Callas (w roli tytułowej opery Tosca Giacomo Pucciniego).
- 1966 – Program „Apollo”: odbył się próbny lot bezzałogowy z wykorzystaniem rakiety Saturn IB, nieformalnie określany jako Apollo 2.
- 1969:
  - Dokonano oblotu chińskiego myśliwca Shenyang J-8.
  - Otwarto Zespół Pamięci „Chatyń” na Białorusi.
- 1970 – 109 osób zginęło w katastrofie lecącego z Montrealu do Los Angeles samolotu Douglas DC-8 linii Air Canada w Brampton w prowincji Ontario.
- 1971 – Założono meksykański klub piłkarski Estudiantes Tecos Guadalajara.
- 1973 – We Rwandzie doszło do wojskowego zamachu stanu, w wyniku którego władzę przejął gen. Juvénal Habyarimana.
- 1975 – Republika Zielonego Przylądka uzyskała niepodległość (od Portugalii).
- 1977:
  - Jack Lynch został po raz drugi premierem Irlandii.
  - Premier Pakistanu Zulfikar Ali Bhutto został obalony przez szefa sztabu armii gen. Muhammada Zia ul-Haqa.
- 1978:
  - Prezydent Ghany Ignatius Kutu Acheampong został obalony przez gen. Fredericka Akuffo, który zajął jego miejsce.
  - Zakończyła się misja statku kosmicznego Sojuz 30 z pierwszym polskim kosmonautą Mirosławem Hermaszewskim na pokładzie.
- 1982 – W 20. rocznicę uzyskania niepodległości przez Algierię odsłonięto w Algierze Pomnik Chwały i Męczeństwa, zaprojektowany przez polskiego rzeźbiarza Mariana Koniecznego.
- 1986 – W Moskwie rozpoczęły się I Igrzyska Dobrej Woli.
- 1990 – Václav Havel został wybrany po raz drugi na urząd prezydenta Czechosłowacji, tym razem przez Zgromadzenie Federalne pochodzące z wolnych wyborów.
- 1993 – Ukazał się album Zooropa irlandzkiej grupy U2.
- 1994 – Prezydent Autonomii Palestyńskiej Jasir Arafat po raz pierwszy przybył na Zachodni Brzeg Jordanu (do miasta Jerycho).
- 1995 – W Armenii odbyło się referendum zatwierdzające nową konstytucję.
- 1996 – W Szkocji urodziła się owca Dolly, pierwszy sklonowany z dorosłych komórek somatycznych ssak.
- 2003:
  - Dwie czeczeńskie terrorystki-samobójczynie wysadziły się przy kasach biletowych przed koncertem na podmoskiewskim lotnisku Tuszyno. Zginęło 16 osób, a około 60 zostało rannych.
  - W Azerbejdżanie utworzono Park Narodowy Ağ göl i Szyrwański Park Narodowy.
- 2006 – Korea Północna przeprowadziła serię prób rakietowych, w tym nieudaną próbę rakiety dalekiego zasięgu Taep’o-dong 2.
- 2009:
  - 5 osób zginęło, a około 40 zostało rannych w zamachu bombowym przed kościołem w mieście Cotabato na Filipinach.
  - Brytyjski poszukiwacz odkrył skarb ze Staffordshire, składający się ze złotych przedmiotów z ok. VII-VIII wieku o masie 7 kg.
  - Ugrupowanie Obywatele na rzecz Europejskiego Rozwoju Bułgarii (GERB) zwyciężyło w wyborach parlamentarnych w Bułgarii.
  - W zamieszkach w Urumczi na północnym zachodzie Chin zginęło ponad 180 osób, a ponad 800 zostało rannych.
- 2012 – W Londynie oddano do użytku wieżowiec The Shard o wysokości 309,6 m, obecnie drugi pod względem wysokości budynek w Europie (po Mercury City Tower w Moskwie).
- 2013 – Papież Franciszek ogłosił swoją pierwszą encyklikę Lumen fidei.
- 2014 – Konflikt na wschodniej Ukrainie: armia ukraińska odzyskała kontrolę nad Słowiańskiem i Kramatorskiem.
- 2015 – Grecy odrzucili w referendum porozumienie finansowe zaproponowane przez Komisję Europejską, Europejski Bank Centralny i Międzynarodowy Fundusz Walutowy.
- 2018 – 47 osób zginęło, a 37 odniosło obrażenia w wyniku przewrócenia i zatonięcia podczas sztormu statku z chińskimi turystami niedaleko wyspy Phuket w Tajlandii.
- 2021 – Jeff Bezos zrezygnował z funkcji prezesa Amazon.com.
- 2024 – Keir Starmer został premierem Wielkiej Brytanii.

## Urodzili się
- 182 – Sun Quan, założyciel Wschodniego królestwa Wu w Okresie Trzech Królestw w Chinach (zm. 252)
- 465 – Ahkal Mo’ Nahb I, majański władca miasta Palenque (zm. 524)
- 1321 – Joanna z Tower, królowa Szkocji (zm. 1362)
- 1466 – Giovanni Sforza, włoski kondotier (zm. 1510)
- 1480 – Filip Wittelsbach, książę Palatynatu, biskup Fryzyngi (zm. 1541)
- 1500 – (data chrztu) Paris Bordone, włoski malarz (zm. 1571)
- 1512 – Cristoforo Madruzzo, włoski kardynał (zm. 1578)
- 1522 – Małgorzata Parmeńska, księżna Florencji, władczyni Penne, Camerino, Leonessy i Cittaducale, księżna Parmy i Piacenzy (zm. 1586)
- 1549 – Francesco Maria Bourbon del Monte, włoski kardynał, kolekcjoner dzieł sztuki (zm. 1626)
- 1554 – Elżbieta Habsburg, arcyksiężniczka austriacka, królowa Francji (zm. 1592)
- 1580 – Carlo Contarini, doża Wenecji (zm. 1656)
- 1593 – Achille d’Estampes de Valençay, francuski kardynał, dyplomata (zm. 1646)
- 1595 – Hargobind, szósty guru Sikhów (zm. 1644)
- 1650 – Mogens Skeel, duński pisarz, dyplomata (zm. 1694)
- 1653 – Thomas Pitt, brytyjski handlowiec (zm. 1726)
- 1670 – Dorota Zofia Wittelsbach, księżniczka Palatynatu Reńskiego, księżna Parmy i Piacenzy (zm. 1748)
- 1673 – Friedrich Heinrich von Seckendorff, austriacki generał, dyplomata (zm. 1763)
- 1717 – Piotr III, król Portugalii (zm. 1786)
- 1718 – Francis Seymour-Conway, brytyjski arystokrata, polityk (zm. 1794)
- 1723 – Filip II, niemiecki arystokrata, hrabia Schaumburg-Lippe (zm. 1787)
- 1735:
  - August Ludwig von Schlözer, niemiecki historyk (zm. 1809)
  - Joseph-Gaspard de Tascher, francuski arystokrata, kapitan dragonów (zm. 1790)
- 1750 – Ami Argand, szwajcarski fizyk, chemik, konstruktor, wynalazca (zm. 1803)
- 1761 – Louis Léopold Boilly, francuski malarz, litograf (zm. 1845)
- 1764 – Daniel Mendoza, brytyjski bokser (zm. 1836)
- 1766 – Richard Ryder, brytyjski polityk (zm. 1832)
- 1773 – Joanna Elżbieta Bichier des Ages, francuska zakonnica, święta (zm. 1838)
- 1783 – Charles-Louis Havas, francuski publicysta (zm. 1858)
- 1784 – Leopoldo Nobili, włoski fizyk, wynalazca, wykładowca akademicki (zm. 1835)
- 1789 – Jan Tadeusz Bułharyn, polski pisarz, krytyk literacki, dziennikarz, rosyjski agent (zm. 1859)
- 1792 – Ludwig Giesebrecht, pruski historyk, filozof, poeta, pedagog (zm. 1873)
- 1793 – Paweł Pestel, rosyjski wojskowy (zm. 1826)
- 1794:
  - Sylvester Graham, amerykański pastor prezbiteriański, dietetyk (zm. 1851)
  - Mauritz Hansen, norweski pisarz (zm. 1842)
- 1795:
  - Paweł Kukolnik, rosyjski historyk, poeta, cenzor (zm. 1884)
  - Benjamin Morrell, amerykański żeglarz, odkrywca (zm. 1839)
- 1798 – John Grant Chapman, amerykański prawnik, polityk (zm. 1856)
- 1801 – David Farragut, amerykański admirał (zm. 1870)
- 1802 – Paweł Nachimow, rosyjski admirał (zm. 1855)
- 1805:
  - Robert FitzRoy, brytyjski żeglarz, wiceadmirał (zm. 1865)
  - Victor de Tornaco, luksemburski polityk, premier Luksemburga (zm. 1875)
- 1807 – Ignacy Napoleon Ścibor-Bogusławski, polski duchowny katolicki, uczestnik powstania listopadowego (zm. 1882)
- 1810 – P.T. Barnum, amerykański przedsiębiorca cyrkowy, impresario (zm. 1891)
- 1813 – Antonio García Gutiérrez, hiszpański pisarz (zm. 1884)
- 1817:
  - Henryk Schmitt, polski historyk, bibliotekarz, dziennikarz (zm. 1883)
  - Karl Vogt, szwajcarski zoolog pochodzenia niemieckiego (zm. 1895)
- 1820 – William Rankine, szkocki inżynier, fizyk (zm. 1872)
- 1824 – Richard Ladislaus Heschl, austriacki lekarz, anatom (zm. 1881)
- 1830 – Paolo Giuseppe Palma, włoski duchowny katolicki, arcybiskup bukareszteński (zm. 1892)
- 1832 – Pawieł Czistiakow, rosyjski malarz (zm. 1919)
- 1834 – Maurice Raynaud, francuski lekarz (zm. 1881)
- 1837 – Pius Albert Del Corona, włoski dominikanin, kardynał, błogosławiony (zm. 1912)
- 1841:
  - Mary McElroy, amerykańska pierwsza dama (zm. 1917)
  - Karol Świdziński, polski poeta, kapitan, działacz emigracyjny, profesor literatury i języka polskiego (zm. 1877)
- 1845 – Wilhelm Blasius, niemiecki ornitolog (zm. 1912)
- 1847 – Agnes Zimmermann, brytyjska pianistka, kompozytorka pochodzenia niemieckiego (zm. 1925)
- 1849 – William Thomas Stead, brytyjski dziennikarz, pisarz (zm. 1912)
- 1850:
  - Salomon Barciński, polski przemysłowiec (zm. 1902)
  - Grzegorz Milan, polski rolnik, działacz ludowy, polityk (zm. 1932)
- 1851 – Hannibal Maria Di Francia, włoski zakonnik (zm. 1927)
- 1852:
  - Bolesław Erzepki, polski historyk kultury, wykładowca akademicki (zm. 1932)
  - Maria Szlezygier, polska śpiewaczka operowa (kontralt) (zm. po 1880)
- 1853:
  - Tivadar Kosztka Csontváry, węgierski malarz (zm. 1919)
  - Cecil Rhodes, brytyjski przedsiębiorca, polityk kolonialny (zm. 1902)
- 1854 – Giuseppe Sacconi, włoski architekt (zm. 1905)
- 1857 – Clara Zetkin, niemiecka socjalistka, feministka, pacyfistka (zm. 1933)
- 1858 – Aleksandr Miszon, rosyjski fotograf, operator i reżyser filmowy (zm. 1921)
- 1860:
  - Robert Bacon, amerykański przedsiębiorca, dyplomata, polityk (zm. 1919)
  - Albert Döderlein, niemiecki lekarz ginekolog (zm. 1941)
- 1862:
  - Jakub Gąsienica Wawrytko, polski przewodnik tatrzański, ratownik górski (zm. 1950)
  - George Nuttall, brytyjski bakteriolog (zm. 1937)
- 1863 – Józef Dreyza, polski działacz społeczny i narodowy na Górnym Śląsku, powstaniec śląski (zm. 1951)
- 1864 – Stephan Krehl, niemiecki kompozytor, pedagog, teoretyk muzyki (zm. 1924)
- 1869 – Ludwig Koziczinski, niemiecki taternik, budowniczy (zm. 1911)
- 1870 – Claudio Castelucho, hiszpański malarz, rzeźbiarz (zm. 1927)
- 1871:
  - John Sandblom, szwedzki żeglarz sportowy (zm. 1948)
  - Claus Schilling, niemiecki lekarz, zbrodniarz wojenny (zm. 1946)
- 1872:
  - Henrik Agersborg, norweski żeglarz sportowy (zm. 1942)
  - Édouard Herriot, francuski polityk, pisarz (zm. 1957)
  - Friedrich Spill, niemiecki polityk (zm. 1945)
- 1873:
  - William Larsson, szwedzki aktor, reżyser filmowy (zm. 1926)
  - Sunao Tawara, japoński patolog (zm. 1952)
- 1874:
  - Eugen Fischer, niemiecki lekarz, antropolog, eugenik (zm. 1967)
  - Adam Maciejewski, polski duchowny katolicki, poeta, prozaik, publicysta (zm. 1919)
- 1875 – Jakub Przeworski, polski księgarz, wydawca pochodzenia żydowskiego (zm. 1935)
- 1876:
  - Anna Haller, polska nauczycielka, siostra generała Józefa Hallera (zm. 1969)
  - Arthur Steel-Maitland, brytyjski polityk (zm. 1935)
- 1879:
  - Ludwik Abramowicz, polsko-litewski aktywista, redaktor, historyk drukarstwa (zm. 1939)
  - Volkmar Andreae, szwajcarski kompozytor (zm. 1962)
  - Dwight Davis, amerykański tenisista, polityk (zm. 1945)
  - Wanda Landowska, polska klawesynistka, pianistka, kompozytorka, pedagog pochodzenia żydowskiego (zm. 1959)
- 1880 – Jan Kubelík, czeski skrzypek, kompozytor (zm. 1940)
- 1881:
  - August Hlond, polski duchowny katolicki, biskup katowicki, arcybiskup metropolita gnieźnieńsko-poznański, następnie gnieźnieńsko-warszawski, prymas Polski, kardynał (zm. 1948)
  - Henri Le Fauconnier, francuski malarz (zm. 1946)
  - Thomas Parnell, amerykański naukowiec, fizyk (zm. 1948)
- 1882:
  - Władysław Blinstrub, polski komandor porucznik (zm. 1969)
  - Inayat Khan, hinduski mistyk (zm. 1927)
- 1883 – Ahmed IV Nihad, turecki polityk, głowa domu osmańskiego (zm. 1954)
- 1885 – André Lhote, francuski malarz, rzeźbiarz (zm. 1962)
- 1886:
  - Willem Drees, holenderski polityk, premier Holandii (zm. 1988)
  - Feliks Kwiatek, polski podpułkownik dyplomowany piechoty (zm. 1965)
  - Oskar Leimgruber, szwajcarski polityk, kanclerz federalny (zm. 1976)
  - Nathaniel Niles, amerykański tenisista, łyżwiarz figurowy (zm. 1932)
  - Felix Timmermans, belgijski pisarz, malarz (zm. 1947)
- 1888 – Herbert Spencer Gasser, amerykański fizjolog, laureat Nagrody Nobla (zm. 1963)
- 1889 – Jean Cocteau, francuski pisarz, aktor, reżyser, malarz (zm. 1963)
- 1890:
  - Mieczysław Engiel, polski porucznik audytor rezerwy, adwokat, działacz katolicki, polityk (zm. 1943)
  - Marek Rakowski, polski pisarz, tłumacz, wydawca pochodzenia żydowskiego (zm. 1982)
- 1891:
  - James Hodge, szkocki piłkarz (zm. 1970)
  - Hans Honigmann, niemiecki zoolog, lekarz (zm. 1943)
  - John Howard Northrop, amerykański biochemik (zm. 1987)
  - Tin Ujević, chorwacki poeta, eseista, tłumacz (zm. 1955)
- 1893:
  - Giuseppe Caselli, włoski malarz (zm. 1976)
  - Leon Karol Habsburg, austro-węgierski i polski wojskowy (zm. 1939)
- 1894:
  - Eivind Holmsen, norweski strzelec sportowy (zm. 1990)
  - Oskar Lindberg, szwedzki biegacz narciarski (zm. 1977)
  - Shinzō Ōya, japoński polityk (zm. 1980)
  - Pierre de Vizcaya, hiszpański kierowca wyścigowy (zm. 1933)
- 1896 – Wilhelm Kasprzykiewicz, polski podpułkownik dyplomowany piechoty (zm. 1940)
- 1897 – Adam Obtułowicz, polski podpułkownik (zm. 1941)
- 1898:
  - André Chilo, francuski rugbysta (zm. 1982)
  - Robert Roth, szwajcarski zapaśnik (zm. 1959)
- 1899:
  - Marcel Achard, francuski dramaturg, reżyser i scenarzysta filmowy (zm. 1974)
  - Marcel Arland, francuski pisarz, dziennikarz, krytyk literacki (zm. 1986)
  - Aleksandr Gruzinski, rosyjski aktor (zm. 1968)
- 1900 – Bernardus Johannes Alfrink, holenderski duchowny katolicki, arcybiskup metropolita Utrechtu, prymas Holandii, kardynał (zm. 1987)
- 1901:
  - Ermenegildo Florit, włoski duchowny katolicki, arcybiskup Florencji, kardynał (zm. 1985)
  - Julio Libonatti, argentyńsko-włoski piłkarz (zm. 1981)
  - Mark Mitin, radziecki filozof, publicysta, polityk (zm. 1987)
  - Piotr Martret Moles, hiszpański duchowny katolicki, męczennik, błogosławiony (zm. 1936)
  - Siergiej Obrazcow, rosyjski aktor i reżyser teatru lalkowego (zm. 1992)
- 1902:
  - Panama Al Brown, panamski bokser (zm. 1951)
  - Henry Cabot Lodge, amerykański dyplomata, polityk, senator (zm. 1985)
  - Johan Mastenbroek, holenderski trener piłkarski (zm. 1978)
  - Ion Moța, rumuński działacz i bojówkarz faszystowski (zm. 1937)
  - Ludwik Kazimierz Orthwein, polski przedsiębiorca, armator pochodzenia niemiecko-austriackiego (zm. 1999)
- 1903:
  - Claude Burton, amerykański kierowca wyścigowy (zm. 1974)
  - Wim Peters, holenderski lekkoatleta, trójskoczek (zm. 1995)
  - Władimir Sutiejew, radziecki twórca filmów animowanych (zm. 1993)
- 1904:
  - Harold Acton, brytyjski poeta, prozaik pochodzenia włoskiego (zm. 1994)
  - Franciszek Machalski, polski iranista, wykładowca akademicki (zm. 1979)
  - Ernst Mayr, amerykański ornitolog, ewolucjonista pochodzenia niemieckiego (zm. 2005)
  - Milburn Stone, amerykański aktor (zm. 1980)
- 1906:
  - Gentil Cardoso, brazylijski trener piłkarski (zm. 1970)
  - John Crammond, brytyjski skeletonista (zm. 1978)
  - Walter Laufer, amerykański pływak (zm. 1984)
  - Maria Piskorska, polska działaczka niepodległościowa, harcmistrzyni, nauczycielka (zm. 1980)
  - Alejandro Ramos Folqués, hiszpański archeolog (zm. 1984)
- 1907:
  - Ethel Smith, kanadyjska lekkoatletka, sprinterka (zm. 1979)
  - Warłam Szałamow, rosyjski prozaik, poeta (zm. 1982)
  - Maria Wardasówna, polska pisarka, pilotka (zm. 1986)
  - Yang Shangkun, chiński polityk komunistyczny, przewodniczący ChRL (zm. 1998)
- 1908 – Edward Manteuffel-Szoege, polski podporucznik, malarz, grafik (zm. 1940)
- 1909:
  - Anna Maria Achenrainer, austriacka poetka i pisarka (zm. 1972)
  - Jerzy Ejmont, polski generał brygady, lekarz wojskowy (zm. 1987)
  - Isa Miranda, włoska aktorka (zm. 1982)
  - Bill Wheatley, amerykański koszykarz (zm. 1992)
- 1910 – Hans Bartels, niemiecki komandor podporucznik (zm. 1945)
- 1911:
  - George Borg Olivier, maltański prawnik, polityk, premier Malty (zm. 1980)
  - Anna Burdówna, polska harcerka, pedagog (zm. 2010)
  - Georges Pompidou, francuski polityk, prezydent Francji (zm. 1974)
  - Alojzy Sitko, polski piłkarz, trener (zm. 1989)
  - Bohdan Wodiczko, polski dyrygent, pedagog muzyczny (zm. 1985)
- 1912 – Henry Kawecki, amerykański inżynier, chemik, metalurg, przedsiębiorca pochodzenia polskiego (zm. 1973)
- 1913:
  - Elwood Cooke, amerykański tenisista (zm. 2004)
  - Michał Leśniak, polski aktor (zm. 1983)
  - Rudolf Ryba, polski porucznik, komendant obwodu ZWZ Sanok (zm. 1942)
- 1914:
  - Konrad Bartoszewski, polski pisarz, porucznik AK (zm. 1987)
  - Jicchak Refa'el, izraelski literaturoznawca, polityk (zm. 1999)
- 1915 – John Woodruff, amerykański lekkoatleta, średniodystansowiec (zm. 2007)
- 1916:
  - Andrzej (Frušić), serbski biskup prawosławny (zm. 1986)
  - Mieczysław Kawalec, polski major, żołnierz AK i WiN (zm. 1951)
  - Lívia Rév, węgierska pianistka (zm. 2018)
- 1917 – Maria Sten, polska reportażystka, tłumaczka (zm. 2007)
- 1918:
  - Czesław Blicharski, polski major pilot, kolekcjoner, historyk amator (zm. 2015)
  - Zakarijja Muhji ad-Din, egipski wojskowy, polityk, premier Egiptu (zm. 2012)
  - Marija Isakowa, rosyjska łyżwiarka szybka (zm. 2011)
  - George Rochberg, amerykański kompozytor pochodzenia żydowskiego (zm. 2005)
- 1919:
  - Jarosław Furgała, polski rzeźbiarz ludowy (zm. 2020)
  - Bep Voskuijl, holenderska Sprawiedliwa wśród Narodów Świata (zm. 1983)
- 1920:
  - Ignacy Machowski, polski aktor (zm. 2001)
  - Michaił Szatow, radziecki oficer, kolaborant, emigracyjny działacz, wydawca i publicysta antysowiecki, bibliograf (zm. 1980)
- 1921:
  - Magdeleine Anglade, francuska działaczka samorządowa, polityk (zm. 1998)
  - Tadeusz Kaube, polski działacz konspiracyjny (zm. 1942)
  - Wiktor Kulikow, radziecki i rosyjski dowódca wojskowy, polityk (zm. 2013)
- 1922:
  - Edwin Thompson Jaynes, amerykański fizyk teoretyczny, matematyk, wykładowca akademicki (zm. 1998)
  - Menachem Kohen, izraelski polityk (zm. 1975)
  - Iwan Pawłowski, radziecki polityk (zm. 2007)
  - Henryk Rybicki, polski piłkarz, bramkarz (zm. 1978)
  - Romuald Sroczyński, polski organista, pedagog (zm. 2006)
- 1923:
  - Gustaaf Joos, belgijski duchowny katolicki, kardynał (zm. 2004)
  - Marek Żylicz, polski prawnik (zm. 2022)
- 1924:
  - Edward Cassidy, australijski duchowny katolicki, dyplomata watykański, wysoki urzędnik Kurii Rzymskiej, kardynał (zm. 2021)
  - Jerzy Flanc, polski plutonowy podchorąży, żołnierz AK, uczestnik powstania warszawskiego (zm. 1944)
  - Anna Wajcowicz, polska łączniczka i sanitariuszka AK, uczestniczka powstania warszawskiego (zm. 1944)
- 1925:
  - Przemysław Burchard, polski pisarz, reportażysta, podróżnik, wydawca (zm. 2008)
  - Jan Jesionek, polski polityk, senator RP (zm. 2008)
  - Jean Raspail, francuski pisarz, podróżnik (zm. 2020)
  - Nawal Kishore Sharma, indyjski polityk (zm. 2012)
- 1926:
  - Natale Bellocchi, amerykański dyplomata pochodzenia włoskiego (zm. 2014)
  - Salvador Jorge Blanco, dominikański prawnik, pisarz, polityk, prezydent Dominikany (zm. 2010)
  - Diana Lynn, amerykańska aktorka (zm. 1971)
- 1927:
  - Malik Haddad, algierski prozaik, poeta (zm. 1978)
  - Anna Przedpełska-Trzeciakowska, polska tłumaczka
  - Edward Wichura, polski aktor (zm. 2006)
- 1928:
  - Janusz Krasiński, polski prozaik, dramaturg, reportażysta (zm. 2012)
  - Pierre Mauroy, francuski polityk, premier Francji (zm. 2013)
  - Warren Oates, amerykański aktor (zm. 1982)
  - Władimir Toporow, rosyjski filolog, indoeuropeista, semiotyk kultury, wykładowca akademicki (zm. 2005)
  - Włodzimierz Wilkosz, polski aktor (zm. 2015)
- 1929:
  - Katherine Helmond, amerykańska aktorka (zm. 2019)
  - Chikao Ōtsuka, japoński aktor (zm. 2015)
- 1930:
  - Josefa Frandl, austriacka narciarka alpejska
  - Leonid Gorszkow, radziecki polityk (zm. 1994)
  - Leon Miękina, polski nauczyciel, poeta, publicysta, działacz społeczny (zm. 2013)
  - Zdzisław Zwoźniak, polski historyk, dziennikarz (zm. 2007)
- 1931:
  - Janusz Domagalik, polski pisarz, dziennikarz (zm. 2007)
  - Bohdan Petecki, polski pisarz science fiction (zm. 2011)
  - Jerzy Ziarnik, polski reżyser i scenarzysta filmowy (zm. 1999)
- 1932:
  - Gyula Horn, węgierski polityk, premier Węgier (zm. 2013)
  - James Albert Murray, amerykański duchowny katolicki, biskup Kalamazoo (zm. 2020)
  - Kazimiera Utrata, polska aktorka (zm. 2018)
- 1933:
  - Stanisław Tadeusz Dembiński, polski fizyk, wykładowca akademicki
  - Irena Poniatowska, polska muzykolog, profesor nauk humanistycznych
- 1934:
  - Danuta Binder-Panasiuk, polska malarka (zm. 2009)
  - Péter Dely, węgierski szachista (zm. 2012)
  - Yoshio Furukawa, japoński piłkarz
  - Hasan Güngör, turecki zapaśnik (zm. 2011)
  - Jewgienij Podolski, radziecki polityk (zm. 2011)
  - Antonina Ryżowa, rosyjska siatkarka (zm. 2020)
- 1935:
  - Krzysztof Szmagier, polski reżyser filmowy, dokumentalista (zm. 2011)
  - Szewach Weiss, izraelski politolog, polityk, przewodniczący Knesetu, dyplomata, ambasador (zm. 2023)
- 1936:
  - Frederick Ballantyne, polityk z Saint Vincent i Grenadyn, gubernator generalny (zm. 2020)
  - Shirley Knight, amerykańska aktorka (zm. 2020)
  - James Mirrlees, brytyjski ekonomista, laureat Nagrody Nobla w dziedzinie ekonomii (zm. 2018)
  - Luis Morales Reyes, meksykański duchowny katolicki, biskup Tacámbaro i Torreón, arcybiskup San Luis Potosí (zm. 2024)
  - Richard Stearns, amerykański informatyk
- 1937:
  - Jan Andrzej Kłoczowski, polski duchowny katolicki, dominikanin, teolog, profesor filozofii, publicysta (zm. 2025)
  - Jan Kudra, polski kolarz szosowy (zm. 2023)
  - Jo de Roo, holenderski kolarz szosowy i torowy
- 1938:
  - Friedrich Busch, niemiecki pedagog (zm. 2021)
  - Marie-Hélène Descamps, francuska dziennikarka, polityk
  - Donald Gelling, brytyjski polityk, premier Wyspy Man
  - Adrianna Godlewska, polska aktorka
- 1939:
  - Jimmy Lloyd, brytyjski bokser (zm. 2013)
  - Pawieł Morozienko, ukraiński aktor (zm. 1991)
  - Miguel Ángel Suárez, portorykański aktor, reżyser i scenarzysta filmowy (zm. 2009)
- 1940:
  - Eddie Miles, amerykański koszykarz
  - Ottó Tolnai, węgierski prozaik, poeta, dramaturg (zm. 2025)
- 1941:
  - Barbara Frischmuth, austriacka pisarka, scenarzystka, tłumaczka (zm. 2025)
  - Tōru Honda, japoński lekkoatleta, sprinter
  - Garry Kilworth, brytyjski pisarz science fiction i fantasy
  - Epeli Nailatikau, fidżyjski wojskowy, polityk, prezydent Fidżi
- 1942:
  - Alberto Bottari de Castello, włoski duchowny katolicki, arcybiskup, nuncjusz apostolski (zm. 2025)
  - Hannes Löhr, niemiecki piłkarz, trener (zm. 2016)
  - Zacchaeus Okoth, kenijski duchowny katolicki, arcybiskup Kisumu
  - Ryszard Ślizowski, polski inżynier hydrotechnik (zm. 2014)
- 1943:
  - Claude-Joseph Azéma, francuski duchowny katolicki, biskup pomocniczy Montpellier (zm. 2021)
  - Józef Golla, polski piłkarz, trener (zm. 2019)
  - Robbie Robertson, kanadyjski gitarzysta i wokalista rockowy, lider zespołu The Band, poeta, aktor (zm. 2023)
- 1944:
  - Leni Björklund, szwedzka polityk
  - Geneviève Grad, francuska aktorka (zm. 2024)
  - Enrique Irazoqui, hiszpański aktor (zm. 2020)
- 1945:
  - Jerzy Kropiwnicki, polski ekonomista, polityk, poseł na Sejm RP, minister rozwoju regionalnego i budownictwa, samorządowiec, prezydent Łodzi
  - Władysław Minkiewicz, polski dziennikarz i publicysta sportowy
  - Włodzimierz Ryms, polski prawnik, sędzia
- 1946:
  - Stanisława Domagalska, polska dziennikarka, autorka literatury dziecięcej i młodzieżowej oraz filmów dokumentalnych (zm. 2007)
  - Giuseppe Furino, włoski piłkarz
  - Daniela Hodrová, czeska pisarka, badaczka literatury (zm. 2024)
  - Gerardus ’t Hooft, holenderski fizyk, laureat Nagrody Nobla
  - Lechosław Jarzębski, polski polityk, wojewoda śląski
  - Pierre-Marc Johnson, kanadyjski lekarz, prawnik, polityk, premier Quebecu
  - Mamukkoya, indyjski aktor (zm. 2023)
- 1947:
  - Toos Beumer, holenderska pływaczka
  - Nikołaj Dudkin, białoruski lekkoatleta, trójskoczek
  - Atanas Gołomeew, bułgarski koszykarz, trener (zm. 2023)
  - Joe Hamilton, amerykański koszykarz
  - Józef Kalisz, polski polityk, poseł na Sejm RP (zm. 2014)
- 1948:
  - Libuše Benešová, czeska filolog, działaczka samorządowa, polityk
  - Robert Duncan, amerykański arcybiskup Kościoła Anglikańskiego w Ameryce Północnej
  - Lajos Kű, węgierski piłkarz
  - Lojze Peterle, słoweński ekonomista, polityk, premier Słowenii
  - Antoni Zięba, polski inżynier, nauczyciel akademicki, działacz pro-life, publicysta (zm. 2018)
- 1949:
  - Mohamed Ali Akid, tunezyjski piłkarz (zm. 1979)
  - Atanas Michajłow, bułgarski piłkarz (zm. 2006)
  - Teresa Murak, polska rzeźbiarka, autorka instalacji, performerka
  - Jill Murphy, brytyjska autorka literatury dziecięcej (zm. 2021)
  - Krystyna Naszkowska, polska dziennikarka
  - Sepp Schauer, niemiecki aktor
  - Wojciech Włodarczyk, polski historyk sztuki, nauczyciel akademicki, polityk, poseł na Sejm RP
- 1950:
  - Carlos Caszely, chilijski piłkarz pochodzenia węgierskiego
  - Huey Lewis, amerykański muzyk, kompozytor, wokalista
  - Joop Post, holenderski przedsiębiorca, polityk, eurodeputowany
  - Abraham Skórka, argentyński rabin, biofizyk
  - Jaime Villegas, honduraski piłkarz
  - Detlef Wiedeke, niemiecki wokalista, kompozytor, producent muzyczny
  - Michał J. Zabłocki, polski scenarzysta i producent filmowy
  - Stanisław Zabłocki, polski prawnik, karnista, sędzia Sądu Najwyższego, członek PKW
- 1951:
  - Henryk Cugier, polski astrofizyk, wykładowca akademicki
  - Robert McManus, amerykański duchowny katolicki, biskup Worcester
  - Atanas Paparizow, bułgarski polityk, eurodeputowany
  - Maartje van Putten, holenderska dziennikarka, polityk, eurodeputowana
  - Margarita Sztyrkełowa, bułgarska koszykarka
  - Gilbert Van Binst, belgijski piłkarz (zm. 2025)
  - Roger Wicker, amerykański polityk, senator
- 1952:
  - Tamás Buday, węgierski kajakarz, kanadyjkarz
  - Marian Czarkowski, polski aktor
  - David Dreier, amerykański polityk
  - Terence Henricks, amerykański pilot wojskowy, astronauta
  - Ilga Kreituse, łotewska historyk, wykładowczyni akademicka, polityk
  - Iwan Zajeć, ukraiński ekonomista, matematyk, polityk
- 1953:
  - Peter Brignall, brytyjski duchowny katolicki, biskup Wrexham
  - Kenny Brown, amerykański gitarzysta bluesowy
  - Grith Ejstrup, duńska lekkoatletka, skoczkini wzwyż
  - Nadia Hilu, izraelska polityk (zm. 2015)
  - Andrzej Matyja, polski chirurg, wykładowca akademicki
  - Romuald Ratajczak, polski generał dywizji, inżynier, doktor nauk technicznych
  - Christo Stojanow, bułgarski siatkarz
- 1954:
  - Reşit Karabacak, turecki zapaśnik (zm. 2020)
  - Roman Kluska, polski przedsiębiorca
  - Barbara Mazurkiewicz, polska poetka, pisarka, felietonistka, fotografka, wydawczyni
  - Elżbieta Pierzchała, polska inżynier transportu, polityk, poseł na Sejm RP
  - Don Stark, amerykański aktor
  - Jacek Wysocki, polski pediatra, wykładowca akademicki
- 1955:
  - Mia Couto, mozambicki pisarz
  - Riccardo Garosci, włoski przedsiębiorca, kierowca rajdowy, polityk, eurodeputowany
  - Josef Haslinger, austriacki pisarz
  - Zbigniew Majchrowski, polski historyk literatury, krytyk teatralny i literacki (zm. 2023)
  - Peter McNamara, australijski tenisista (zm. 2019)
- 1956:
  - Horacio Cartes, paragwajski przedsiębiorca, polityk, prezydent Paragwaju
  - Péter Eckstein-Kovács, rumuński prawnik, polityk pochodzenia węgierskiego
  - Juan Ignacio González Errázuriz, chilijski duchowny katolicki, biskup San Bernardo
  - Nina Morgulina, rosyjska lekkoatletka, płotkarka
  - Hartmut Reich, niemiecki zapaśnik
  - Fabienne Serrat, francuska narciarka alpejska
- 1957:
  - Tom Levorstad, norweski skoczek narciarski
  - Kausea Natano, tuvalski polityk, premier Tuvalu
  - Mathias Reichhold, austriacki rolnik, polityk
  - Carlo Thränhardt, niemiecki lekkoatleta, skoczek wzwyż
- 1958:
  - Veronica Guerin, irlandzka dziennikarka (zm. 1996)
  - Witold Kopeć, polski aktor, reżyser teatralny (zm. 2022)
  - Awigdor Lieberman, izraelski polityk
  - Bill Watterson, amerykański rysownik i scenarzysta komiksowy
- 1959:
  - Marc Cohn, amerykański wokalista, pianista, kompozytor, autor tekstów, producent muzyczny pochodzenia żydowskiego
  - László Csongrádi, węgierski szablista
  - Hanif Khan, pakistański hokeista na trawie
  - Jerzy Marek Nowakowski, polski dziennikarz, historyk, publicysta, dyplomata
  - Gertrúd Stefanek, węgierska florecistka
  - Wolfgang Stock, niemiecki dziennikarz, publicysta
  - Heidi Westphal, niemiecka wioślarka
  - Hanna Węgrzynek, polska historyk
- 1960:
  - Francesca Galli, włoska kolarka szosowa
  - Gary Gillespie, szkocki piłkarz
  - Brad Loree, kanadyjski aktor
  - Hans Magnusson, szwedzki łyżwiarz szybki
- 1961:
  - Gintaras Furmanavičius, litewski inżynier, przedsiębiorca, polityk
  - Mauro Parmeggiani, włoski duchowny katolicki, biskup Tivoli i Palestriny
  - Zlatko Saračević, chorwacki piłkarz ręczny (zm. 2021)
  - Stanisław Śnieżewski, polski filolog klasyczny, wykładowca akademicki
- 1962:
  - Mirosław Lubiński, polski lekarz, samorządowiec, polityk, senator RP
  - Amrozi bin Nurhasyim, indonezyjski terrorysta (zm. 2008)
- 1963:
  - Adriana Bazon, rumuńska wioślarka
  - Edie Falco, amerykańska aktorka
  - Zbigniew Hoffmann, polski polityk, wojewoda wielkopolski
  - Ma Yanhong, chińska gimnastyczka
- 1964:
  - Uxue Barkos, hiszpańska dziennikarka, polityk, prezydent Nawarry
  - Leri Chabiełow, gruziński zapaśnik
  - Filip De Wilde, belgijski piłkarz, bramkarz
  - Walerij Miedwiedcew, rosyjski biathlonista
  - Ronald D. Moore, amerykański scenarzysta i producent telewizyjny
  - Piotr Nowak, polski piłkarz, trener
- 1965:
  - Ludmiła Rubleuska, białoruska poetka, pisarka i krytyk literacka
  - Paweł Szwed, polski aktor
  - Małgorzata Walewska, polska śpiewaczka operowa (mezzosopran)
- 1966:
  - Richard Brabec, czeski menedżer, samorządowiec, polityk
  - Iwona Kielan, polska lekkoatletka, skoczkini wzwyż
  - Jerzy Tutaj, polski samorządowiec, członek zarządu województwa dolnośląskiego
  - Claudia Wells, amerykańska aktorka
  - Gianfranco Zola, włoski piłkarz
- 1967:
  - Cwetelin Kynczew, bułgarski przedsiębiorca, polityk pochodzenia romskiego
  - Christian Miniussi, argentyński tenisista
  - Vincent Radermecker, belgijsko-włoski kierowca wyścigowy
  - Tengiz Tedoradze, gruziński zapaśnik, zawodnik MMA
  - Henry Urday Cáceres, peruwiański szachista
  - Steffen Wink, niemiecki aktor
- 1968:
  - Ken Akamatsu, japoński rysownik
  - Petrônio Gontijo, brazylijski aktor
  - Mohamed Kanu, sierraleoński piłkarz
  - Darin LaHood, amerykański polityk, kongresman
  - Bernie Paz, peruwiański aktor
  - Michael Stuhlbarg, amerykański aktor
  - Susan Wojcicki, amerykańska ekonomistka, bizneswoman (zm. 2024)
  - Alex Zülle, szwajcarski kolarz szosowy
- 1969:
  - Antanas Abrutis, litewski strongman
  - Armin Kõomägi, estoński pisarz, przedsiębiorca, kolekcjoner i mecenas sztuki
  - John LeClair, amerykański hokeista
  - Michael O’Neill, północnoirlandzki piłkarz, trener
  - RZA, amerykański producent muzyczny, raper, aktor
  - Arkadiusz Weremczuk, polski projektant mody
- 1970:
  - Beata Kaczmarska, polska lekkoatletka, chodziarka
  - Valentí Massana, hiszpański lekkoatleta, chodziarz
  - Ołeh Ratij, ukraiński piłkarz, trener
  - Flaviu Călin Rus, rumuński psycholog, wykładowca akademicki, polityk
  - O.G. Style, amerykański raper (zm. 2008)
- 1971:
  - Robbie Koenig, południowoafrykański tenisista
  - Derek McInnes, szkocki piłkarz, trener
  - Dzmitryj Wajciuszkiewicz, białoruski bard, multiinstrumentalista, kompozytor
- 1972:
  - Robert Esmie, kanadyjski lekkoatleta, sprinter
  - Piotr Gabrych, polski siatkarz
  - Iwanna Kłympusz-Cyncadze, ukraińska polityk
  - Gilles Lellouche, francuski aktor, reżyser i scenarzysta filmowy
  - Tomasz Włodowski, polski koszykarz, trener
- 1973:
  - Marcus Allbäck, szwedzki piłkarz
  - Camilla Andersen, duńska piłkarka ręczna
  - Luca de Dominicis, włoski aktor
  - Joe, amerykański piosenkarz, producent muzyczny
  - Aleksiej Kostygow, rosyjski piłkarz ręczny, bramkarz
  - Róisín Murphy, irlandzka wokalistka, członkini zespołu Moloko
  - Allison Pottinger, amerykańska curlerka
  - Nune Sirawian, ormiańska malarka, ilustratorka, kostiumografka
  - René Spies, niemiecki bobsleista
  - Michal Sýkora, czeski hokeista
- 1974:
  - Márcio Amoroso, brazylijski piłkarz
  - Tomasz Biernacki, polski dyrygent
  - Roberto Locatelli, włoski motocyklista wyścigowy
  - Joanna Orleańska, polska aktorka
- 1975:
  - Hernán Crespo, argentyński piłkarz
  - Nathalie Dambendzet, węgierska siatkarka
  - Kip Gamblin, australijski tancerz baletowy, aktor
  - Pius N’Diefi, kameruński piłkarz
  - Kevin Rice, amerykański koszykarz, trener
  - Surya Saputra, indonezyjski aktor, piosenkarz
  - Pedro Sarabia, paragwajski piłkarz
  - Dennis van Scheppingen, holenderski tenisista
  - Lubomír Staněk, czeski siatkarz
  - Ai Sugiyama, japońska tenisistka
  - Sebahat Tuncel, turecka i kurdyjska polityk
  - Yūji Tachikawa, japoński kierowca wyścigowy
  - Gunnar H. Thomsen, farerski basista, członek zespołu Týr
  - Nikolaj Znaider, duński skrzypek, kameralista, dyrygent pochodzenia polsko-żydowskiego
- 1976:
  - Bizarre, amerykański raper
  - Agnieszka Burzyńska, polska dziennikarka
  - Çiğdem Can Rasna, turecka siatkarka
  - Nuno Gomes, portugalski piłkarz
  - Brent Livermore, australijski hokeista na trawie
- 1977:
  - Dagmara Ajnenkiel, polska pływaczka
  - Alicja Gąsiorowska, polska koszykarka
  - Mario Hieblinger, austriacki piłkarz
  - Nicolas Kiefer, niemiecki tenisista
  - Roman Magdziarczyk, polski lekkoatleta, chodziarz
  - Royce da 5’9”, amerykański raper
  - Zhong Guiqing, chińska lekkoatletka, tyczkarka
- 1978:
  - Darine Hamze, libańska aktorka, poetka
  - Andreas Johansson, szwedzki piłkarz
  - Britta Oppelt, niemiecka wioślarka
  - Allan Simonsen, duński kierowca wyścigowy (zm. 2013)
  - Krzysztof Staniec, polski siatkarz
- 1979:
  - Shane Filan, irlandzki piosenkarz
  - Mateusz (Kopyłow), rosyjski biskup prawosławny
  - Amélie Mauresmo, francuska tenisistka
  - Stilijan Petrow, bułgarski piłkarz
  - Mohand al-Shehri, saudyjski terrorysta (zm. 2001)
- 1980:
  - Shivan Fate, polski ekonomista, samorządowiec, starosta powiatu polickiego
  - Zayed Khan, indyjski aktor
  - Jo’el Razwozow, izraelski judoka, polityk
  - Hannes Reichelt, austriacki narciarz alpejski
  - Fabián Ríos, kolumbijski aktor
  - David Rozehnal, czeski piłkarz
  - Kandia Traoré, iworyjski piłkarz
  - Jason Wade, amerykański wokalista, członek zespołu Lifehouse
- 1981:
  - Gianne Albertoni, brazylijska modelka
  - Ryan Hansen, amerykański aktor
  - Shou, japoński wokalista, członek zespołu Alice Nine
  - Linda Sundblad, szwedzka piosenkarka, modelka, aktorka
  - Ann Winsborn, szwedzka piosenkarka
- 1982:
  - Alexander Dimitrenko, ukraińsko–niemiecki bokser
  - Joey Foster, brytyjski kierowca wyścigowy
  - Alberto Gilardino, włoski piłkarz
  - Philippe Gilbert, belgijski kolarz szosowy i przełajowy
  - Junri Namigata, japońska tenisistka
  - Paíto, mozambicki piłkarz
  - Krzysztof Piskorski, polski pisarz science fiction, tłumacz, autor gier fabularnych
- 1983:
  - Jonás Gutiérrez, argentyński piłkarz
  - Aleksandr Legkow, rosyjski biegacz narciarski
  - Anne Müller, niemiecka piłkarka ręczna
  - Taavi Peetre, estoński lekkoatleta, kulomiot (zm. 2010)
  - Jelena Radinovič-Vasič, serbska lekkoatletka, tyczkarka
  - Zheng Jie, chińska tenisistka
- 1984:
  - Bérénice, francuska piosenkarka
  - Danay García, kubańska aktorka
  - Wojciech Łozowski, polski wokalista, prezenter telewizyjny
  - Anna Oziero, polska judoczka
  - Krzysztof Szubarga, polski koszykarz
- 1985:
  - Julija Andruszko, rosyjska siatkarka
  - François Arnaud, kanadyjski aktor
  - April Kubishta, amerykańska lekkoatletka, tyczkarka
  - Nick O’Malley, brytyjski basista, członek zespołu Arctic Monkeys
  - Lucía Pérez Vizcaíno, hiszpańska piosenkarka
  - Megan Rapinoe, amerykańska piłkarka
  - Ashley Shields, amerykańska koszykarka
  - Isaac Tutumlu, hiszpański kierowca wyścigowy
- 1986:
  - Iryna Buriaczok, ukraińska tenisistka
  - Jurij Czeban, ukraiński kajakarz
  - Aszkan Deżagah, irański piłkarz
  - Samuel Honrubia, francuski piłkarz ręczny
  - Piermario Morosini, włoski piłkarz (zm. 2012)
  - Aleksandr Radułow, rosyjski hokeista
  - Olha Wołkowa, ukraińska narciarka dowolna
  - Adam Young, amerykański wokalista, multiinstrumentalista
- 1987:
  - Garen Boyajian, kanadyjski aktor
  - Andrija Kaluđerović, serbski piłkarz
  - Alexander Kristoff, norweski kolarz szosowy
  - Katarzyna Suknarowska, polska koszykarka
- 1988:
  - Rene Mihelič, słoweński piłkarz
  - Nadieżda Pisariewa, rosyjsko-białoruska biathlonistka
  - Ish Smith, amerykański koszykarz
  - Samir Ujkani, kosowski piłkarz, bramkarz
- 1989:
  - Charlie Austin, angielski piłkarz
  - Daniel Bartl, czeski piłkarz
  - Alona Fomina-Klotz, ukraińska tenisistka
  - Sjinkie Knegt, holenderski łyżwiarz szybki, specjalista short tracku
  - Dejan Lovren, chorwacki piłkarz
  - Sean O’Pry, amerykański model
  - Bruno Romanutti, argentyński siatkarz
- 1990:
  - Abeba Aregawi, etiopska lekkoatletka, biegaczka średniodystansowa
  - Marek Molak, polski aktor, piosenkarz
  - James O’Connor, australijski rugbysta
  - Ondřej Vaněk, czeski piłkarz
- 1991:
  - Jason Dolley, amerykański aktor
  - Adela Konop, polska wokalistka
  - Maksym Kuba, ukraiński piłkarz
  - Michael White, walijski snookerzysta
- 1992:
  - Rafał Janicki, polski piłkarz
  - Ladislav Krejčí, czeski piłkarz
  - Alberto Moreno, hiszpański piłkarz
  - Chiara Scholl, amerykańska tenisistka
- 1993:
  - Luka Cindrić, chorwacki piłkarz ręczny
  - Jarosław Kosow, rosyjski hokeista
  - Johann Obiang, gaboński piłkarz
  - Maciej Okręglak, polski kajakarz górski
  - Hubert Ptaszek, polski kierowca rajdowy
- 1994:
  - Şeyma Ercan, turecka siatkarka
  - Roman Mawłanow, rosyjski kierowca wyścigowy
  - Edison Ndreca, albański piłkarz
- 1995:
  - Baily Cargill, angielski piłkarz
  - Karolina Kochaniak, polska piłkarka ręczna
  - Youssouf Koné, malijski piłkarz
  - Giovanni Simeone, argentyński piłkarz
  - Pusarla Venkata Sindhu, indyjska badmintonistka
- 1996:
  - Adama Diakhaby, francuski piłkarz pochodzenia senegalskiego
  - Iuliana Popa, rumuńska wioślarka
  - Rodrigo Tarín, hiszpański piłkarz
  - Brianna Turner, amerykańska koszykarka
- 1997:
  - Marte Mæhlum Johansen, norweska biegaczka narciarska
  - Tafari Moore, angielski piłkarz pochodzenia jamajskiego
- 1998 – Iwan Oblakow, rosyjski piłkarz
- 1999:
  - Hwang Dae-heon, południowokoreański łyżwiarz szybki, specjalista short tracku
  - Philip Hanson, brytyjski kierowca wyścigowy
  - Suzan Lamens, holenderska tenisistka
  - Karol Niemczycki, polski piłkarz, bramkarz
  - Julian Wienerroither, austriacki skoczek narciarski
- 2000:
  - Sebastian Korda, amerykański tenisista pochodzenia czeskiego
  - Jairo Torres, meksykański piłkarz
- 2001 – Ksienija Konkina, rosyjska łyżwiarka figurowa
- 2002:
  - Władysław Buchow, ukraiński pływak
  - Jaden Hardy, amerykański koszykarz
  - Aleksandra Malcewska, rosyjska szachistka
- 2003:
  - Nancy Genzel Abouke, nauruańska sztangistka
  - Robert Saizi, malawijski piłkarz
  - Zakaria Silini, algierski piłkarz
- 2004 – Misgana Wakuma, etiopski lekkoatleta, chodziarz
- 2008 – Henry Loher, amerykański skoczek narciarski

## Zmarli
- 967 – Murakami, cesarz Japonii (ur. 926)
- 1028 – Alfons V, król Leonu (ur. 994)
- 1044 – Samuel Aba, król Węgier (ur. ok. 990)
- 1080 – Ísleifur Gissurarson, islandzki duchowny katolicki, biskup (ur. 1006)
- 1091 – Wilhelm z Hirsau, niemiecki benedyktyn, błogosławiony (ur. 1026)
- 1413 – Musa, sułtan Imperium Osmańskiego (ur. ?)
- 1461 – Otto Wittelsbach, palatyn i książę Palatynatu-Mosbach (ur. 1390)
- 1474 – Eryk II, książę wołogoski, słupski i szczeciński (ur. ?)
- 1479 – Andrzej Bniński, polski duchowny katolicki, biskup poznański, sekretarz królewski, senator (ur. 1396)
- 1490 – Heinz Dompnig, niemiecki polityk (ur. ok. 1435)
- 1519 – Wojciech Radziwiłł, polski duchowny katolicki, biskup łucki i biskup wileński, senator (ur. 1478)
- 1522 – Antonio de Nebrija, hiszpański humanista (ur. 1441)
- 1525 – Jan Hohenzollern, wicekról Walencji (ur. 1493)
- 1539 – Antoni Maria Zaccaria, włoski duchowny katolicki, święty (ur. 1502)
- 1572 – Longqing, cesarz Chin (ur. 1537)
- 1578 – Cristoforo Madruzzo, włoski kardynał (ur. 1512)
- 1615 – Zygmunt Gonzaga Myszkowski, polski szlachcic, polityk, marszałek wielki koronny (ur. ok. 1562)
- 1629 – Annibale Orgas, włoski jezuita, kompozytor, muzyk (ur. 1585)
- 1650 – Walerian Olszowski, polski szlachcic, polityk (ur. 1587)
- 1658 – Albert Ines, polski jezuita, poeta polsko-łaciński (ur. 1619)
- 1666 – Albert Wittelsbach, książę bawarski (ur. 1584)
- 1676 – Karol Gustaw Wrangel, szwedzki feldmarszałek (ur. 1613)
- 1708 – Ferdynand Karol Gonzaga, książę Mantui, markiz Montferratu (ur. 1652)
- 1715 – Charles Ancillon, francuski prawnik, historyk, hugenota, pruski dyplomata (ur. 1659)
- 1745 – Jan Prosper Załuski, polski szlachcic, polityk (ur. ?)
- 1749 – John Montagu, brytyjski arystokrata, wojskowy, polityk (ur. 1689)
- 1761 – Domenico Passionei, włoski kardynał (ur. 1682)
- 1785 – Joseph Tiefenthaler, austriacki jezuita, misjonarz, geograf (ur. 1710)
- 1786 – Robert Henley, brytyjski arystokrata, polityk (ur. 1747)
- 1793 – Alexander Roslin, szwedzki malarz portrecista (ur. 1718)
- 1807 – Diego Gregorio Cadello, włoski duchowny katolicki, arcybiskup Cagliari, kardynał (ur. 1735)
- 1814 – Georges Jacob, francuski ebenista (ur. 1739)
- 1817 – Michał Dymitr Krajewski, polski pisarz, działacz oświatowy (ur. 1746)
- 1818 – Aleksander Mycielski, polski szlachcic, generał, polityk (ur. 1723)
- 1826:
  - Joseph Proust, francuski chemik, wykładowca akademicki (ur. 1754)
  - Thomas Stamford Raffles, brytyjski administrator kolonialny, założyciel Singapuru (ur. 1781)
- 1832 – Karol Szlegel, polski oficer, uczestnik powstania listopadowego, działacz emigracyjny (ur. 1802)
- 1833 – Joseph Nicéphore Niépce, francuski fizyk, wynalazca (ur. 1765)
- 1837 – Gaetano Maria Trigona e Parisi, włoski duchowny katolicki, arcybiskup Palermo, kardynał (ur. 1767)
- 1838 – Jean Marc Gaspard Itard, francuski lekarz (ur. 1774)
- 1840 – Adam Chalupka, słowacki duchowny ewangelicki, pisarz religijny (ur. 1767)
- 1845 – Józef Władysław Bychowiec, polski wojskowy, pisarz, tłumacz, filozof (ur. 1778)
- 1846 – Joseph Bernet, francuski duchowny katolicki, arcybiskup Aix-en-Provence, kardynał (ur. 1770)
- 1850 – Alire Raffenau-Delile, francuski botanik (ur. 1778)
- 1852 – Michaił Zagoskin, rosyjski pisarz (ur. 1789)
- 1859 – Charles Cagniard de la Tour, francuski baron, fizyk (ur. 1777)
- 1867 – Karl Johan Andersson, szwedzki podróżnik, badacz Afryki (ur. 1827)
- 1869 – Štefan Moyzes, słowacki duchowny katolicki, biskup Bańskiej Bystrzycy, działacz narodowy, filozof, pedagog (ur. 1797)
- 1872 – Józef Narzymski, polski ziemianin, prozaik, dramaturg, publicysta, członek Rządu Narodowego w powstaniu styczniowym (ur. 1839)
- 1884:
  - Eduard Jäger von Jaxtthal, austriacki okulista (ur. 1818)
  - Victor Massé, francuski kompozytor (ur. 1822)
- 1894 – Austen Henry Layard, brytyjski dyplomata, archeolog, podróżnik (ur. 1817)
- 1899 – Hyppolyte Lucas, francuski entomolog (ur. 1814)
- 1900:
  - Róża Chen Aijie, chińska męczennica i święta katolicka (ur. 1878)
  - Teresa Chen Jinjie, chińska męczennica i święta katolicka (ur. 1875)
- 1903 – Zygmunt Gorgolewski, polski architekt (ur. 1845)
- 1904 – Marcin Olszyński, polski malarz, rysownik, fotograf, pyblicysta (ur. 1829)
- 1906:
  - Jules Breton, francuski malarz, poeta, prozaik (ur. 1827)
  - Paul Drude, niemiecki fizyk, wykładowca akademicki (ur. 1863)
- 1907:
  - Kuno Fischer, niemiecki filozof, historyk filozofii, wykładowca akademicki (ur. 1824)
  - Domenico Piva, włoski generał brygady (ur. 1826)
- 1911:
  - Maria Pia Sabaudzka, księżniczka włoska, królowa Portugalii (ur. 1847)
  - George Johnstone Stoney, irlandzki fizyk, astronom (ur. 1826)
- 1912 – Ādolfs Alunāns, łotewski dramaturg, aktor, reżyser (ur. 1848)
- 1913 – Takehito Arisugawa, japoński książę, wojskowy (ur. 1862)
- 1916:
  - Włodzimierz Konieczny, polski rzeźbiarz, grafik, ilustrator, poeta (ur. 1886)
  - Bolesław Kurek, żołnierz Legionów Polskich, kawaler Virtuti Militari (ur. 1893)
  - Georges Lemmen, belgijski malarz (ur. 1865)
  - Stefan Luranc, chorąży Legionów Polskich (ur. 1895)
- 1917 – Émil Goeldi, szwajcarsko-brazylijski przyrodnik, zoolog (ur. 1859)
- 1918 – Aaron Ward, amerykański kontradmirał (ur. 1851)
- 1919 – Władysław Pieńkowski, polski urzędnik, prezydent Łodzi (ur. 1846)
- 1920:
  - (lub 4 lipca) Max Klinger, niemiecki malarz, rzeźbiarz, grafik (ur. 1857)
  - Andrzej Kosina, polski podchorąży saperów (ur. 1898)
- 1921 – Aleksandr Miszon, rosyjski fotograf, reżyser i operator filmowy (ur. 1858)
- 1922 – Carl Großmann, niemiecki seryjny morderca (ur. 1863)
- 1925:
  - Hjalmar Borgstrøm, norweski kompozytor, krytyk muzyczny (ur. 1864)
  - Otto Lummer, niemiecki fizyk, wykładowca akademicki (ur. 1860)
- 1927 – Albrecht Kossel, niemiecki biochemik, laureat Nagrody Nobla (ur. 1853)
- 1928 – Klemens Neumann, niemiecki duchowny katolicki, pedagog, Sługa Boży (ur. 1873)
- 1929:
  - Michał Ludwik Dobrowolski, polski farmaceuta, przemysłowiec, publicysta (ur. 1853)
  - Mieczysław Świerz, polski taternik, nauczyciel (ur. 1891)
  - Hans Meyer, niemiecki geolog (ur. 1858)
- 1930:
  - Maria z Saksonii-Altenburga, księżna Schwarzburg-Sondershausen (ur. 1845)
  - Marian Grabowski, polski pułkownik, lekarz wojskowy, entomolog amator (ur. 1864)
  - Kazimierz Noiszewski, polski okulista, wynalazca, wykładowca akademicki (ur. 1859)
- 1932:
  - René-Louis Baire, francuski matematyk, wykładowca akademicki (ur. 1874)
  - Erland Nordenskiöld, szwedzki etnolog, archeolog (ur. 1877)
- 1938:
  - Otto Bauer, austriacki filozof, polityk, ekonomista, socjolog pochodzenia żydowskiego (ur. 1881)
  - Idris Ziazikow, radziecki polityk (ur. 1896)
- 1939 – Jarosław Hordynski, ukraiński literaturoznawca, pedagog, polityk (ur. 1882)
- 1940:
  - Carl Einstein, niemiecki pisarz, historyk literatury (ur. 1885)
  - Winder Laird Henry, amerykański polityk (ur. 1864)
  - Michał Lisowski, polski harcmistrz, nauczyciel, krajoznawca, działacz konspiracyjny (ur. 1906)
  - Czesław Wawrosz, polski ziemianin, przedsiębiorca, kapitan piechoty (ur. 1895)
- 1942 – Adam Drath, polski geolog, inżynier górnik (ur. 1904)
- 1943 – Kazimierz Junosza-Stępowski, polski aktor (ur. 1880)
- 1945:
  - John Curtin, australijski polityk, premier Australii (ur. 1885)
  - Julius Dorpmüller, niemiecki inżynier kolejnictwa, polityk (ur. 1869)
  - Frederick Wilding, nowozelandzki prawnik, sportowiec, działacz sportowy (ur. 1852)
- 1946:
  - Teodor Busch, niemiecki funkcjonariusz i zbrodniarz nazistowski (ur. 1890)
  - Bolesław Nawrocki, polski malarz (ur. 1877)
- 1947 – Maria Zarębińska, polska aktorka, pisarka (ur. 1904)
- 1948:
  - Georges Bernanos, francuski pisarz katolicki, prawnik, monarchista (ur. 1888)
  - Carole Landis, amerykańska aktorka (ur. 1919)
- 1950:
  - Thomas Burgess, brytyjski pływak, piłkarz wodny (ur. 1872)
  - Salvatore Giuliano, włoski przestępca (ur. 1922)
  - Fryderyk Pautsch, polski malarz, pedagog (ur. 1877)
  - Robert Spears, australijski kolarz torowy (ur. 1893)
- 1951 – Archibald Clark Kerr, brytyjski arystokrata, dyplomata (ur. 1882)
- 1952 – Andriej Miszczenko, radziecki generał major (ur. 1898)
- 1953:
  - Wacław Grabowski, polski porucznik, uczestnik podziemia antykomunistycznego (ur. 1916)
  - Titta Ruffo, włoski śpiewak operowy (baryton) (ur. 1877)
  - Andreas Suttner, austriacki szablista (ur. 1876)
- 1954 – Bob Scott, amerykański kierowca wyścigowy (ur. 1928)
- 1955 – Siergiej Majzel, rosyjski fizyk, wykładowca akademicki (ur. 1907)
- 1956:
  - Witold Gokieli, polski inżynier, żołnierz ZWZ-AK (ur. 1904)
  - John Knowles Im Thurn, brytyjski wiceadmirał (ur. 1881)
- 1962:
  - Kazimierz Lewicki, polski aktor (ur. 1883)
  - Helmut Richard Niebuhr, amerykański duchowny, teolog i etyk protestancki, wykładowca akademicki pochodzenia niemieckiego (ur. 1894)
- 1963:
  - Oswaldo Gomes, brazylijski piłkarz (ur. 1888)
  - Wiktor Leśniewski, polski prawnik, polityk, p.o. ministra rolnictwa i dóbr państwowych (ur. 1886)
- 1964:
  - Tony Bonadies, amerykański kierowca wyścigowy (ur. 1916)
  - Herbert von Petersdorff, niemiecki pływak (ur. 1881)
  - Alfred Siebeneichen, polski urzędnik państwowy, działacz narodowy i gospodarczy, publicysta (ur. 1895)
- 1965:
  - Stanisław Hiller, polski histolog, embriolog, wykładowca akademicki (ur. 1891)
  - Porfirio Rubirosa, dominikański dyplomata (ur. 1909)
  - Nanavira Thera, brytyjski mnich buddyjski (ur. 1920)
- 1966 – György von Hevesy, węgierski fizykochemik pochodzenia żydowskiego, laureat Nagrody Nobla (ur. 1885)
- 1967 – Oswald Unger, polski kapitan saperów inżynier (ur. 1896)
- 1968:
  - Stanisław Gano, polski generał brygady (ur. 1895)
  - Enrique Pla y Deniel, hiszpański duchowny katolicki, arcybiskup Toledo i prymas Hiszpanii, kardynał (ur. 1876)
  - Hermann-Bernhard Ramcke, niemiecki generał (ur. 1889)
- 1969:
  - Ben Alexander, amerykański aktor (ur. 1911)
  - Wilhelm Backhaus, niemiecki pianista (ur. 1884)
  - Walter Gropius, niemiecki architekt (ur. 1883)
  - Jerzy Krawczyk, polski malarz (ur. 1921)
  - Thomas Joseph Mboya, kenijski polityk (ur. 1930)
  - Leo McCarey, amerykański reżyser, scenarzysta i producent filmowy (ur. 1898)
  - Henry R. Viets, amerykański neurolog, historyk medycyny, wykładowca akademicki (ur. 1890)
- 1970 – Eb van der Kluft, holenderski piłkarz (ur. 1889)
- 1971:
  - Wiktor Jakób, polski chemik, wykładowca akademicki (ur. 1886)
  - Jakub Rothfeld, polski neurolog, wykładowca akademicki pochodzenia żydowskiego (ur. 1884)
- 1972 – Raúl Leoni, wenezuelski polityk, prezydent Wenezueli (ur. 1905)
- 1973:
  - Piet Punt, holenderski piłkarz (ur. 1909)
  - Franciszek Tokarz, polski duchowny ormiańskokatolicki, filozof, indolog, sinolog, wykładowca akademicki (ur. 1897)
- 1974 – Henri Grob, szwajcarski szachista, dziennikarz, malarz (ur. 1904)
- 1975 – Otto Skorzeny, austriacki oficer niemieckich jednostek Waffen-SS, inżynier, przedsiębiorca (ur. 1908)
- 1976 – Antoni Cierplikowski, polski fryzjer, stylista, producent kosmetyków (ur. 1884)
- 1977 – Henry Scheffé, amerykański statystyk (ur. 1907)
- 1979 – Rolf Holmberg, norweski piłkarz (ur. 1914)
- 1980 – Ary Sternfeld, rosyjski inżynier mechanik, teoretyk kosmonautyki pochodzenia polsko-żydowskiego (ur. 1905)
- 1981:
  - Helmut Gröttrup, niemiecki inżynier rakietowy (ur. 1916)
  - Manuel Urrutia Lleó, kubański polityk, prezydent Kuby (ur. 1901)
- 1983:
  - Harry James, amerykański trębacz jazzowy (ur. 1916)
  - Hennes Weisweiler, niemiecki piłkarz, trener (ur. 1919)
- 1984 – Ludwig Langer, amerykański pływak (ur. 1893)
- 1986:
  - Stephanus Kuijpers, holenderski duchowny katolicki, biskup Paramaribo (ur. 1899)
  - Albert Scherrer, szwajcarski kierowca wyścigowy (ur. 1908)
  - Jarosław Stećko, ukraiński polityk, działacz nacjonalistyczny (ur. 1912)
- 1987 – Bobby Ancell, szkocki piłkarz (ur. 1911)
- 1988 – Mieczysław Juchniewicz, polski pułkownik, historyk wojskowości (ur. 1914)
- 1990:
  - Kornelia Dobkiewiczowa, polska pisarka, folklorystka (ur. 1912)
  - Jerzy Smyczyński, polski polityk, poseł na Sejm PRL (ur. 1923)
- 1991 – Mildred Dunnock, amerykańska aktorka (ur. 1901)
- 1992 – Peter-Erich Cremer, niemiecki oficer marynarki, dowódca okrętów podwodnych (ur. 1911)
- 1993 – Zenon Starkiewicz, polski major piechoty (ur. 1906)
- 1994: 
  - Məmmədəli Hüseynov, azerbejdżański archeolog, doktor nauk historycznych (ur. 1992)
  - Milivoje Popović-Mavid, serbski aktor (ur. 1909)
- 1995:
  - Stiepan Bachajew, radziecki pilot wojskowy, as myśliwski (ur. 1922)
  - Takeo Fukuda, japoński polityk, premier Japonii (ur. 1905)
- 1997:
  - Mieczysław Najdorf, polsko-argentyński szachista pochodzenia żydowskiego (ur. 1910)
  - Ryszard Stryjec, polski malarz, grafik, rzeźbiarz (ur. 1932)
  - Chone Szmeruk, polsko-izraelski jidyszysta, wykładowca akademicki (ur. 1921)
- 1999:
  - Michał Polech, polski generał pilot (ur. 1932)
  - Anna Wernerowa, polska poetka (ur. 1918)
- 2001 – Hannelore Kohl, Niemka, pierwsza żona Helmuta (ur. 1933)
- 2002:
  - Katy Jurado, meksykańska aktorka (ur. 1924)
  - Zdzisław Mrożewski, polski aktor (ur. 1909)
  - Genowefa Sadalska, polska germanistka, skandynawistka, wykładowczyni akademicka (ur. 1939)
  - Ted Williams, amerykański baseballista, menedżer (ur. 1918)
- 2003:
  - Prodan Gardżew, bułgarski zapaśnik (ur. 1936)
  - Roman Laszenko, rosyjski hokeista (ur. 1979)
  - Izabella Orleańska-Bragança, brazylijska arystokratka (ur. 1911)
  - Zhang Aiping, chiński generał, polityk (ur. 1910)
- 2004:
  - Hugh Shearer, jamajski polityk, premier Jamajki (ur. 1923)
  - Rodger Ward, amerykański kierowca wyścigowy (ur. 1921)
- 2005 – James Stockdale, amerykański pilot wojskowy, wiceadmirał U.S. Navy (ur. 1923)
- 2006:
  - Gert Fredriksson, szwedzki kajakarz (ur. 1919)
  - Franciszek Michałek, polski malarz, grafik, rzeźbiarz, scenograf, działacz społeczny (ur. 1923)
  - Kalervo Toivonen, fiński lekkoatleta, oszczepnik (ur. 1913)
- 2007:
  - Michaił Kawalou, radziecki i białoruski polityk (ur. 1925)
  - Kerwin Mathews, amerykański aktor (ur. 1926)
  - George Melly, brytyjski wokalista jazzowy i bluesowy, kompozytor, pisarz, scenarzysta, aktor, krytyk filmowy i telewizyjny (ur. 1926)
  - Janusz Przewłocki, polski inżynier, kolekcjoner, bibliofil, działacz opozycji antykomunistycznej (ur. 1927)
- 2008:
  - Leon Blank, polski tancerz, choreograf, pedagog pochodzenia żydowskiego (ur. ?)
  - Jan Darowski, polski poeta, krytyk literacki, tłumacz (ur. 1926)
  - René Harris, nauruański polityk, prezydent Nauru (ur. 1947)
  - Yukio Kudō, japoński poeta, romanista, polonista (ur. 1925)
- 2010:
  - Maria Parnell, polska tancerka baletowa (ur. 1923)
  - Cesare Siepi, włoski śpiewak operowy (bas) (ur. 1923)
- 2011:
  - Armen Gilliam, amerykański koszykarz (ur. 1964)
  - Jan Kazimierczak, polski pedagog, działacz związkowy i społeczno-oświatowy, polityk (ur. 1910)
  - Mika Myllylä, fiński biegacz narciarski (ur. 1969)
  - Hanna Segal, polska psychoanalityk pochodzenia żydowskiego (ur. 1918)
  - Cy Twombly, amerykański malarz (ur. 1928)
- 2012 – Valdi Moder, polski gitarzysta, członek zespołów: CETI, Alkatraz i Kat (ur. ?)
- 2013 – Tadeusz Jagodziński, polski dziennikarz (ur. 1962)
- 2014:
  - Stefan Burczyk, polski aktor (ur. 1924)
  - Pedro DeBrito, amerykański piłkarz (ur. 1959)
  - Elenor Gordon, szkocka pływaczka (ur. 1934)
  - Rosemary Murphy, amerykańska aktorka (ur. 1925)
  - Włodzimierz (Sabodan), ukraiński duchowny prawosławny, metropolita kijowski i całej Ukrainy (ur. 1935)
  - Kazimierz Winkler, polski prozaik, poeta, autor tekstów piosenek, rysownik (ur. 1918)
- 2015:
  - Uffe Haagerup, duński matematyk (ur. 1949)
  - Sakari Momoi, japoński superstulatek (ur. 1903)
  - Aleksandra Mróz, polska pływaczka (ur. 1935)
  - Yoichiro Nambu, japoński fizyk, laureat Nagrody Nobla (ur. 1921)
  - Stanisław Wyłupek, polski inżynier, polityk, minister przemysłu maszyn ciężkich i rolniczych (ur. 1923)
- 2016:
  - William Lester Armstrong, amerykański polityk (ur. 1937)
  - Bogusław Czajkowski, polski dziennikarz (ur. 1929)
  - Andrzej Grzyb, polski prozaik, poeta, samorządowiec, polityk, senator RP (ur. 1952)
  - Valentino Zeichen, włoski poeta (ur. 1938)
- 2017:
  - Bolesław Gargała, polski skoczek spadochronowy, instruktor (ur. 1930)
  - Pierre Henry, francuski kompozytor (ur. 1927)
  - Joachim Meisner, niemiecki duchowny katolicki, biskup diecezjalny Berlina, arcybiskup metropolita Kolonii, kardynał (ur. 1933)
  - Joaquín Navarro-Valls, hiszpański dziennikarz, lekarz, dyrektor biura prasowego Stolicy Apostolskiej (ur. 1936)
  - Irena Ratuszyńska, rosyjska pisarka, poetka, dysydentka (ur. 1954)
  - Andrzej Trzebski, polski fizjolog, neurofizjolog, wykładowca akademicki (ur. 1928)
- 2018
  - Claude Lanzmann, francuski reżyser filmów dokumentalnych (ur. 1925)
  - Jean-Louis Tauran, francuski duchowny katolicki, arcybiskup ad personam, nuncjusz apostolski, kamerling, kardynał (ur. 1943)
- 2019:
  - Ugo Gregoretti, włoski reżyser i scenarzysta filmowy (ur. 1930)
  - Danuta Saul-Kawka, polska poetka, działaczka społeczna (ur. 1947)
  - Andrzej Zwierzak, polski chemik, wykładowca akademicki (ur. 1931)
- 2020:
  - Willi Holdorf, niemiecki lekkoatleta, wieloboista (ur. 1940)
  - Ahmad Karami, libański ekonomista, polityk, sekretarz stanu (ur. 1944)
  - Eugeniusz Szumiejko, polski astronom, działacz opozycji antykomunistycznej (ur. 1946)
  - Wołodymyr Troszkin, ukraiński piłkarz, trener (ur. 1947)
- 2021:
  - Raffaella Carrà, włoska piosenkarka, tancerka, aktorka (ur. 1943)
  - Richard Donner, amerykański reżyser i producent filmowy (ur. 1930)
  - Władysław Lisewski, polski matematyk, samorządowiec, prezydent Szczecina (ur. 1948)
  - Władimir Mieńszow, rosyjski aktor, reżyser filmowy (ur. 1939)
  - Gillian Sheen, brytyjska florecistka (ur. 1928)
  - William Smith, amerykański aktor (ur. 1933)
- 2022:
  - Zygmunt Górka, polski chirurg, uczestnik powstania warszawskiego (ur. 1927)
  - Jan Targosz, polski inżynier, wykładowca akademicki (ur. 1951)
  - Bob Tutupoly, indonezyjski piosenkarz (ur. 1939)
  - Lenny Von Dohlen, amerykański aktor (ur. 1958)
- 2023:
  - Miriam Aleksandrowicz, polska aktorka, reżyserka dubbingu (ur. 1957)
  - Andrzej Cugier, polski kulturysta (ur. 1956)
  - Coco Lee, hongkońska piosenkarka, aktorka, tancerka (ur. 1975)
  - Ralph Lundsten, szwedzki kompozytor muzyki elektronicznej, reżyser filmowy, pisarz (ur. 1936)
- 2024:
  - Serge Ducosté, haitański piłkarz (ur. 1944)
  - Janusz Duda, polski skoczek narciarski (ur. 1961)
  - Anna Filek, polska działaczka społeczna, polityk, poseł na Sejm RP (ur. 1933)
  - Yvonne Furneaux, francuska aktorka (ur. 1926)
  - Nikołaj Korolkow, rosyjski jeździec sportowy (ur. 1946)
  - George Mamalassery, indyjski duchowny katolicki, biskup Tura (ur. 1932)
  - Stanley Moss, amerykański poeta, wydawca, marszand (ur. 1925)
  - Ziaur Rahman, banglijski szachista (ur. 1974)
  - Vic Seixas, amerykański tenisista (ur. 1923)
- 2025:
  - Mauro Del Vecchio, włoski generał, polityk, dowódca Międzynarodowyh Sił Wsparcia Bezpieczeństwa (ISAF) (ur. 1946)
  - Emilio Molinari, włoski związkowiec, polityk, eurodeputowany (ur. 1939)